# 無面目・太公望伝
『無面目・太公望伝』（むめんもく・たいこうぼうでん）は、1989年8月、のち2001年12月20日に潮出版社から刊行された諸星大二郎の中編漫画作品集である。収録作の「無面目」「太公望伝」は、ともに中国古典をモチーフとした作品であり、前者は前漢の武帝時代、後者は殷王朝末期を舞台としている。
潮出版社から自選作品集『諸星大二郎スペシャルセレクション』全3巻（2015年 - 2016年）が刊行された際、「無面目」と「太公望伝」はそれぞれを表題作とする別の巻に収録されている。

## 無面目
作者があとがきで記しているように、欒大と江充が登場する時代は実際には離れている。

### あらすじ（無面目）
『荘子』應帝王篇に登場する「渾敦」（混沌）を主人公にし、前漢・武帝時代の「巫蠱の大獄」事件をからめている。
神の南極老人と仙人の東方朔は、ある日碁を打ちながら、天地開闢のことについて論じていたが、結論が出ない。そして天地開闢の頃から瞑想に耽っている天窮山の無面目（本名は混沌）に聞いてみようという話になるが、当の混沌には目鼻耳口が無く、尋ねることができない。そこで東方朔は戯れに、武帝に仕える方士の一人である五利将軍・欒大をモデルに顔を描いてみたところ、描いた顔が実物となって話ができるようになった。瞑想の神であった混沌は、顔を得て2人と話すうちに外界に興味を覚え、人間界へと下ってしまう。
人間界の事情をよく知らない混沌は図らずも無銭飲食を行い、下級役人に捕らえられるが、上司の江充は彼が欒大にそっくりなことと、（神ゆえの）不思議な能力に驚く。たまたまそれを知った公孫敬声が身柄を引き取り、父親の公孫賀と皇太子に引き合わせる。当時の漢の宮廷では、皇太子一派と李延年・李広利兄弟の抗争の最中であった。皇太子一派は李兄弟と親しい欒大を捕え、これを顔がそっくりな混沌とすり替えて、李一派に対するスパイとして送り込んだ。混沌が神とは知らず、ただの記憶喪失の浮浪者だと思っている皇太子一派は、武帝お気に入りの方士である欒大とすり替わればよい暮らしができるとして、混沌を手なづけたつもりであった。
だが、神である混沌は皇太子一派の思惑など意に介さず、人間界の宮廷抗争をゲーム感覚で楽しんでいた。神の力を使って（インチキ方士である）欒大以上の奇跡を武帝に披露した混沌は、楽通侯に出世する。やがて自分を取り立てた皇太子一派が邪魔になり、江充の野心を利用して巫蠱の大獄を起こし、公孫賀・敬声父子を陥れ、さらには皇太子まで陥れようとする。江充は混沌に利用されていることを自覚しながらも、死んだと思われた本物の欒大の身柄を押さえており、主導権を握ったつもりでいたが、人間界の抗争をゲーム感覚で楽しむ混沌は意に介しなかった。だが欒大の邸に仕える侍女・麗華への愛が余裕を失わせ、混沌は死を恐れるようになった。追い詰められた皇太子が軍勢を率いて蜂起し、江充と本物の欒大は殺害されるが、そのさなかに混沌と麗華は長安を脱出した。
長安を脱出した混沌は李小と名乗り、いち農民として麗華と暮らし、人間としてささやかな幸福を得るうち、神であった頃の記憶をなくしてしまう。東方朔は混沌の身を案じていて、長安にいて政争を楽しんでいた頃から何とか神としての記憶を取り戻そうと努めるが、徒労に終わった。やがて麗華は寿命により亡くなり、混沌はかつての自分に戻ろうとするが果たせず、自らの目鼻耳口を潰して（不死である神にもかかわらず）死んでしまう。混沌の死を悲しんだ南極老人と東方朔は、混沌と麗華の間に生まれた顔のない子を引き取り、李阿と名付けて顔を描いてやる。

### 登場人物（無面目）
混沌
天窮山にてひたすら瞑想を続ける神。始源の神は（作品中においての）現在では神仙の前にすら姿を現さなくなったが、彼ひとりが例外である。人の姿をしているが顔が無く、そのため「無面目」というあだ名がある。東方朔が方士の欒大をモデルに顔を描いたところ、それが本物の目鼻耳口となり、見たり話したりできるようになり、外界に興味を覚え、人間界に下る。人間界（長安）において欒大とそっくりなことから政争に巻き込まれるが、彼はそれをゲーム感覚で楽しむ。人間界で生活するうち、やがて神としての記憶も薄らいでいく。
東方朔
史実においては単なる武帝時代の政治家であり、彼が仙人であるというのは伝説に過ぎないが、作中においては本物の仙人とされている。宮中では道化として振る舞い、仙人としての体験を語っても、単なるほら話だと思われている様子である。混沌に顔を描いてしまったことで責任を感じ、自分を見失った彼に元の記憶を取り戻させようと努める。恐怖感にかられた混沌の告発によって毒酒を賜わり、死を装い尸解する（史実では病死）。
南極老人
作中では東方朔の友人。
欒大
漢の武帝に仕える怪しげな（そしておそらくインチキ）方士の一人で、美青年であることから東方朔が混沌の顔を描く際のモデルにされた。李広利・延年兄弟と親しいことから、皇太子一派から憎まれ、かつ混沌を李一派のスパイとして送り込む策に利用される。
史実では武帝の寵愛を受け紀元前113年に楽通侯となったものの、翌紀元前112年に処刑されており、江充の巫蠱の獄（紀元前91年）の頃とは時期が異なるが、作者が欒大に特に興味を覚えたので、あえて登場させたとのこと。作者の別の作品（『諸怪志異』）においても登場しているが、容姿も立場も全く異なる。
武帝
前漢の第7代皇帝。治世の前半では漢の最盛期を築いたが、後半生において悪政によって禍根を残した。作中ではその後半生の時期を扱っているため、ネガティブな面での描写が多い。神仙好きで欒大のような怪しげな方士を寵愛し、また東方朔を取り立てる。今は亡き寵妃・李夫人の面影が忘れられず、その兄にあたる李広利・延年兄弟を重用し、皇太子や公孫賀の反感を招いている。
劉拠（戻太子）
武帝の皇太子。父親の武帝が方士を寵愛し、李兄弟を重用するのを苦々しく思っているが、彼が信頼する公孫賀・敬声父子も汚職にまみれている様子。江充の陰謀により公孫父子が獄死し、自分の身にも危機が及ぶに至って兵を挙げ、江充らを殺害するが、武帝により謀反人とされて死を遂げる。
公孫賀
丞相。李兄弟や劉屈氂の台頭を苦々しく思っており、皇太子と組み、混沌を欒大とすり替えて李兄弟へのスパイとして送り込む。だが混沌に裏切られ、江充に捕らえられて獄死する。
公孫敬声
公孫賀の息子で太僕。江充がたまたま捕らえた男（混沌）が欒大にそっくりであったことから、江充に頼んでその身柄をもらい受け、策に利用する。後、武帝の捜査命令を受けた江充によって公金横領と巫蠱の容疑により逮捕され、獄死する。実は混沌の陰謀だったが、江充は承知の上だった。
江充
酷吏として武帝の信頼を得ている男。水衡都尉だったが、猜疑心にかられた武帝によって直指繡衣使者に抜擢され、巫蠱の疑いのある者は誰であろうと捜査して逮捕するよう命ぜられる。その直後に、混沌の密告に基づいて（じつは混沌の陰謀であることを承知しながらも）公孫父子らを逮捕し、獄死させる。ただし、それによって皇太子の恨みを買ったことを自覚した彼は、巫蠱の獄を起こして皇太子を陥れようとする。半ばは混沌（偽物の欒大）の策に乗せられた形ではあるが、彼は本物の欒大の身柄を押さえており、主導権を握ったつもりでいた。
李広利
李夫人に対する武帝の思慕により重用されている男。混沌の献策により、手柄を立てさせるため大宛討伐の将軍に任命されるが、本人は「戦などごめんだ」とありがた迷惑な様子。
李延年
李広利の弟で、同じく夫人に対する武帝の思慕により重用されている男。皇太子を廃嫡・公孫父子を追い落として、劉屈氂を丞相に、兄を大将軍にと画策している。まずは手始めにと衛青（皇太子の叔父であるが作中での説明は無い）を巫蠱で暗殺する。しかし実は混沌が神の能力で殺したのであり、それが混沌の策略の端緒となった。皇太子の反乱の際に殺害される（史実では後に武帝に誅殺される）。
朱安世
貴族ですら汚れ仕事を依頼する大侠客。李兄弟と公孫父子が巫蠱合戦を行った際も、その両者に対して巫蠱の専門家を斡旋している。公孫敬声が逮捕された時、公孫賀は朱安世を捕らえて李兄弟こそ巫蠱の首謀者だと証明しようとしたが、朱安世は李兄弟のことは一切白状せず、公孫父子の罪のみ告発し、死罪に処せられる。その態度は混沌から「さすがは大侠客」と皮肉っぽく賞賛される。
麗華
欒大の邸に仕える奴婢。何万もの人間を平然と死においやっていた混沌は、彼女を愛したことから死の恐怖を覚えた。やがて混沌と夫婦となり庶民として生活するが、寿命を迎えて亡くなる。
李阿
混沌と麗華の間に生まれた子供。瞑想の神だった頃の混沌と同じく顔が無く、混沌は麗華に見せることなく捨ててしまい、東方朔の後輩である王興に拾われる。成長する兆しを見せなかったが混沌の死後に動き出し、東方朔たちの正式な養い子として育てようと顔を描きこまれるが、特定のモデルを当てずに描かれた。

## 太公望伝

### あらすじ（太公望伝）
殷王朝では、異民族である羌を捕らえて奴隷とし、生け贄として捧げていた。呂の地の出身の羌人・尚（シアン）、すなわち呂尚もそのひとりであった。いずれ生け贄として殺されることを恐れた彼は仲間たちと脱走を試み、王である帝乙が落雷で事故死したこともあり（史実では武乙の逸話）何とか脱出に成功する。周の地まで逃れ、餓死寸前の所で神に導かれ不思議な体験をする。鈎がなく餌もついていない釣り針だけの竿で、巨大な鯉を釣り上げ命をつないだのだ。
その後、各地を放浪した呂尚であったが、常に殷での死の恐怖と、周での不思議な体験が、彼の頭を離れなかった。同じく羌出身の奴隷で一緒に脱出した宋異人の世話で、殷の領内で農民として新たな生活を送り、家族をもうけ、文字や卜占の知識も得る。しかしその生活に馴染めず、妻とは離婚し、子供を宋異人に託し、再び放浪の旅に出る。
伯夷・叔斉の知己を得て孤竹国の武将・子良に仕え、殷で覚えた卜占（実は呂尚自身の軍略の才能）によって狐竹国に勝利をもたらずが、それにより殷に脅威を抱かせる結果となった。子良が病死したこともあり、呂尚は追われるように狐竹国を出ることとなる。殷の敵対者として名が知られたため、姜子牙と名を変えて旅を続け、殷と敵対した斉国に軍師として招かれ勝利をもたらすが、斉王の器量に失望して見限る。
40年の放浪の末に呂尚がたどり着いたのは、かつて不思議な体験をして魚を釣った周の渭水のほとりであった。そこでかつてのように鈎なく餌もつけない針の釣り竿を垂れながら思索を続けた呂尚は、今まで自分が追い求めていたのは、かつての生け贄の体験からの死の恐怖、その他もろもろの束縛から解放する自由であり、それこそが魚を釣り上げた時の爽快感の正体だと気づいた。
一方、周の文王は領内を視察の最中であった。殷は紂王の暴虐甚だしく、今こそ討つ時だとわかっていたが、文王は「父・太公が望んだ広い視野と知識を持つ人間」が必要であるとして、踏み切れないでいた。そんな文王の目に止まったのは、井戸掘りをしている武吉たちであった。話を聞くと、鈎のない針で釣りをする老人が、井戸を掘る場所を教えてくれたという。
自然の中に身を委ねたた呂尚は、自分も神も自然の一部、自然を通じて自分は神とつながっていることを自覚した。そんな彼の前にかつての謎の神が現れた。その神の正体は"自分自身"であった。そんな呂尚のところに文王が訪れ、この物語は終わる。

### 登場人物（太公望伝）
呂尚
羌族の呂の地の出身で、本名はシァン。殷に捕らえられて生け贄にされかけ、その後脱出する。周人の呂尚、あるいは姜子牙と名乗り、各地を放浪する。
帝乙
作中では名前は出ず、単なる殷の王としてのみの紹介。脱走しようとした呂尚ら羌族の奴隷たちを遊びで射殺し、商容から諫言される。その過程で天の神を辱める行為を行い、祟りによって落雷で死に（伝承ではこれは武乙の逸話だが、作者も承知の上で改変している）、その隙に呂尚らは再度の脱出に成功する。
殷の紂王
父親が落雷で死んだ後で即位する。作中での扱いは伝承通りであるが、あまり登場しない。
妲己
戯れに呂尚を酒池肉林に連れ込み、呂尚が妻に愛想をつかされるきっかけをつくる。
宋異人
呂尚と同じく羌の出身で、本名はチョン。彼と一緒に脱走した後にはぐれる。塩の行商人を助けた縁で自分も商売を覚え、ひと財産を築き、宋異人を名乗る。放浪していた呂尚を世話して土地と家畜を分け与えるが、結局呂尚はその生活に馴染めなかった。
馬氏の女
本名不明の呂尚の妻。役立たずの呂尚をいつもガミガミ叱っている。その後、愛想を尽かして実家に帰ってしまう。作中では欄外で覆水盆に返らずの逸話について説明がされている。
彭祖
自称800歳の、元・殷の貞人（占師）で、殷王の怒りを買って蟄居することになる。もっとも当人はそう言っているだけで、実際は大ボラ吹きの狂人として殷の朝歌（首都）を追放されたに過ぎない。呂尚に卜占や文字の知識を教える。
伯夷・叔斉
孤竹国の君主の兄。作中の設定では孤竹国は末子相続がしきたりで、弟に君主の座を譲っていることになっている。呂尚から殷の情報を聞き、酒池肉林などの堕落を聞き嘆く。
子良
孤竹国の将軍。呂尚の卜占（実は戦略の才能）により連戦連勝し国土を広げ、殷王を侮るようになる。それにより殷の疑惑を得てすっかり狼狽し、呂尚に罪を着せて殺害しようとするが、その直前に突然病死する。
斉の君主
名前は不明。斉国が殷の攻撃を受けたため、呂尚を招聘し、その能力によって殷軍に勝利する。しかし子良同様に思慮の足りない男で、「殷など何ほどのこともない。これから斉王と名乗るぞ。」とすっかり思い上がってしまい、呂尚に見限られる。
太公
貧しい国である周の領主。領内を自ら巡回して民の様子に気を配る。優れた人材が欲しいと、いつも息子の昌の前で嘆いている。なお史実では太公は昌（後の文王）の祖父であり、本当の文王の父は季歴である。
周の西伯
本名は昌。後の周の文王。太公の後を継いだ周の若い領主で、殷から西伯に任じられる。豊かではないが活気のある国づくりをして、呂尚からも一目置かれていた。
老年に至って、殷の堕落と周の国力増大から殷を討つことを考えるが、踏み切れないでいた。呂尚と再会し、その時の会話から呂尚を「太公が望んでいた人だ」と評した。
武吉
放浪を経て周の領内に戻って来た呂尚の近所の村人。呂尚の息子に頼まれて呂尚に説教をする。『封神演義』における太公望の弟子であるが、本作品ではただの農民のひとりである。

## 初出
- 無面目 - 『月刊コミックトム』1988年9月号、1989年3月号（潮出版社）
- 太公望伝 - 『月刊コミックトム』1987年11月号 - 1988年3月号（潮出版社）